# Champeaux (Ille y Vilaine)
 Champeaux  es una población y comuna francesa, situada en la región de Bretaña, departamento de Ille y Vilaine, en el distrito de Rennes y cantón de Vitré-Ouest.

## Demografía
| 340 | 322 | 311 | 329 | 390 | 420 |
| Para los censos de 1962 a 1999 la población legal corresponde a la población sin duplicidades (Fuente: INSEE [Consultar]) |     |     |     |     |     |

## Monumentos
- La plaza de la población constituye un conjunto renacentista.[3]
- La colegiata, de los siglos XV y XVI, incluye una sillería con baldaquino, y vidrieras, una de las cuales representa la Pasión de Cristo y otra el sacrificio de Abraham.[3]

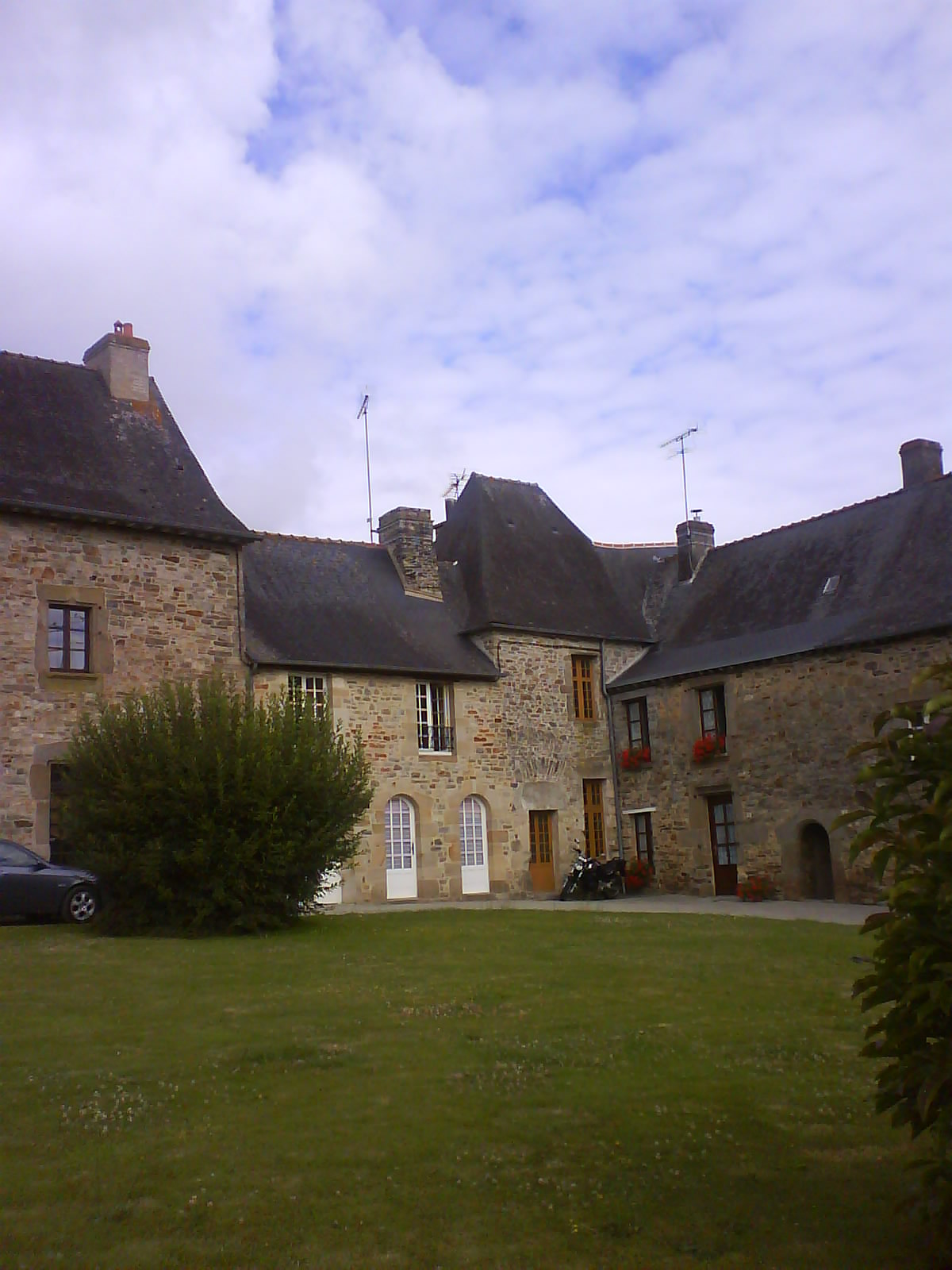
Claustro.
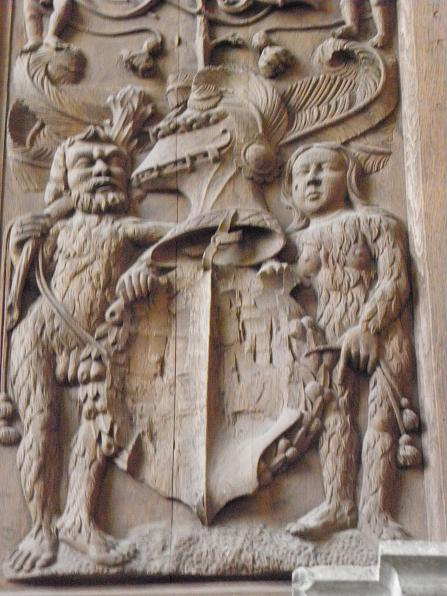
Decoración del coro.
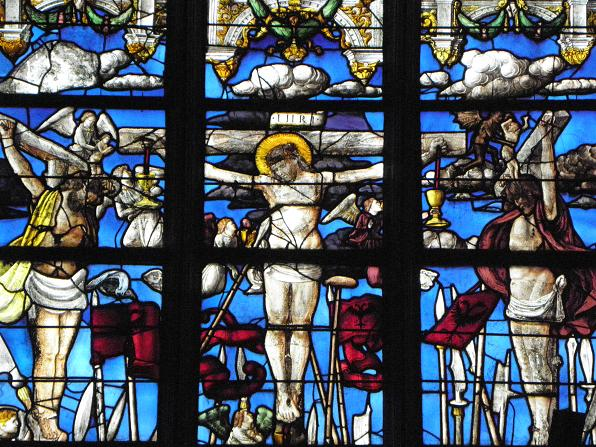
Vidriera de la Pasión.